# Никодим (Пападопулос)
Митрополит Никодим (греч. Μητροπολίτης Νικόδημος Παπαδόπουλος; 1858, Кутали, Османская империя — 4 августа 1920, Мармара, Османская империя) — архиерей Константинопольской православной церкви, митрополит Приконнийский (1911—1920).

## Биография
Родился около 1858 года на острове Кутали (ныне Экинлик) в Мраморном море в Османской империи.
С 5 января 1885 года служил архидиаконом в Кизикской митрополии.
19 апреля 1892 года в патриаршем Георгиевском соборе на Фанаре был рукоположен в сан епископа Авидский, викария Кизикской митрополии. Хиротонию совершили: митрополит Никомидийский Филофей (Вриенниос), митрополит Кассандрийский Прокопий и митрополит Корчинский Филофей (Константинидис).
В октябре 1900 года был назначен настоятелем монастыря Живоносный Источник в Константинополе.
23 мая 1906 года был избран епископом Мосхонисийским.
8 декабря 1911 года избран митрополитом Приконнийским.
Скончался 4 августа 1920 года.